# Apicata
Apicata (en llatí Apicata) era la muller del prefecte del pretori, Sejanus (Sejà), del qual es va divorciar l'any 23 quan ja tenien tres fills, després que Sejà hagués seduït Clàudia Livil·la, l'esposa de Drus el Jove i conspirés contra la vida del marit enganyat.
Apicata va revelar l'assassinat de Drus, segons explica Tàcit en els Annals. Quan vuit anys després, l'any 31 aC, van caure assassinats Sejà i els seus fills, Apicata es va suïcidar.